# Comarca de Badajoz
La Comarca de Badajoz és una comarca d'Extremadura situada a la província de Badajoz. Té una superfície de 1880 km² i una població aproximada de 150.000 habitants, ja que compta amb la capital provincial com a cap comarcal.

## Municipis
- Alburquerque
- Badajoz
  - Alcazaba
  - Alvarado
  - Balboa
  - Gévora
  - Guadiana
  - Novelda del Guadiana
  - Sagrajas
  - Valdebotoa
  - Villafranco del Guadiana
- La Albuera
- La Codosera
- Pueblonuevo del Guadiana
- San Vicente de Alcántara
- Talavera la Real
- Valdelacalzada
- Villar del Rey